# Monastère de Thrangu Tashi Yangtse
Le monastère de Thrangu Tashi Yangtse, ou monastère de Namo Buddha, est un monastère bouddhiste tibétain situé dans le district de Kavrepalanchok, à environ 40 km (par la route) au sud-est de Katmandou, la capitale du Népal, et à 2,3 km de Manegaun, un village Tamang. Il se trouve au sommet d'une colline à  1 750 mètres d’altitude dans la municipalité de Namo Buddha (en).

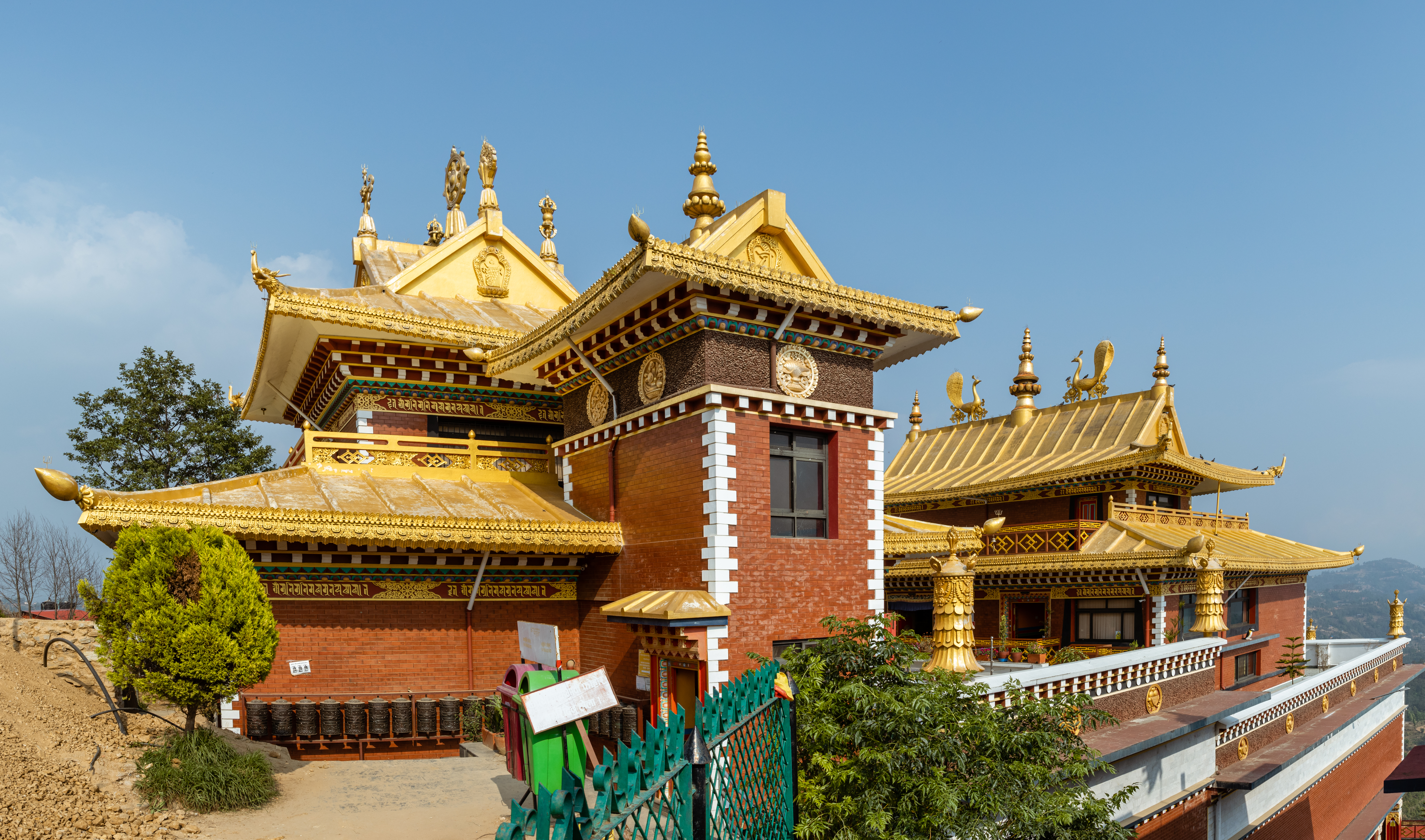
Le monastère de Thrangu Tashi Yangtse.

Le monastère est un haut lieu touristique. Les principaux festivals et mela qui y sont célébrés sont Kartik Purnima et Bouddha Jayanti.
Selon la légende, il y a 6 000 ans, le prince Mahāsattva (également connu sous le nom  tibétain de Semchen Chenpo) découvrit une tigresse affamée et ses cinq petits. Pour sauver la vie des tigres, Mahāsattva incisa son corps afin que le sang chaud attire la tigresse à lui. La tigresse dévora le prince et ne laissa que ses os. Les os du prince furent rapportés au village et enterrés dans un tombeau qui devint le stupa du Namo Buddha. Quelque 3 500 ans plus tard, le bouddha Gautama serait revenu en tant qu'ermite sur le site, au village de Sange da Fyafulsa. Il construisit le stupa avant de déclarer être la réincarnation du prince Mahāsattva. Le bouddha Gautama renomma alors ce village Namo Buddha, ce qui signifie « Hommage à Bouddha ».
Depuis sa fondation par khenchen Thrangu Rinpoché en 1978, le monastère est devenu le foyer de plus de 250 moines.
Le temple Thrangu Tashi Yangtse a été officiellement inauguré le 5 décembre 2008. L'école Shree Mangal Dvip pour jeunes moines fait également partie du complexe du monastère.

## Liens
- (en) Site officiel